# 东城街道 (雅安市)
东城街道，是中华人民共和国四川省雅安市雨城区下辖的一个乡镇级行政单位。2019年12月，撤销南郊乡，将原南郊乡的水中社区、南坝村、顺江村、澄清村和原对岩镇青江村所属行政区域划归东城街道管辖。

## 行政区划
东城街道下辖以下地区：
东大街社区、新康路社区、华兴街社区、羌江南路社区、育才路社区和上坝路社区。